# NHL Entry Draft 2020

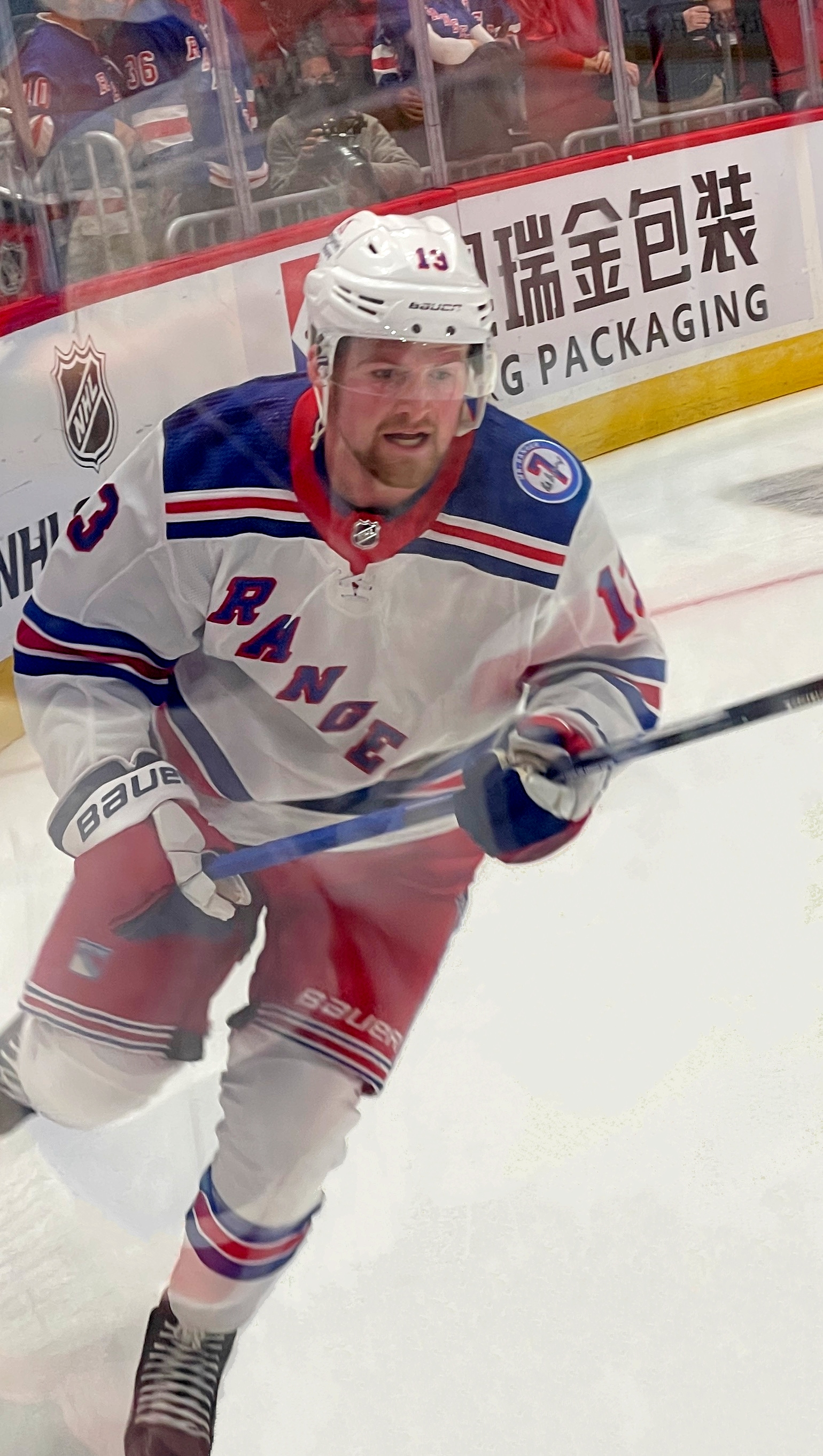
Alexis Lafrenière valdes av New York Rangers som förste spelare totalt.

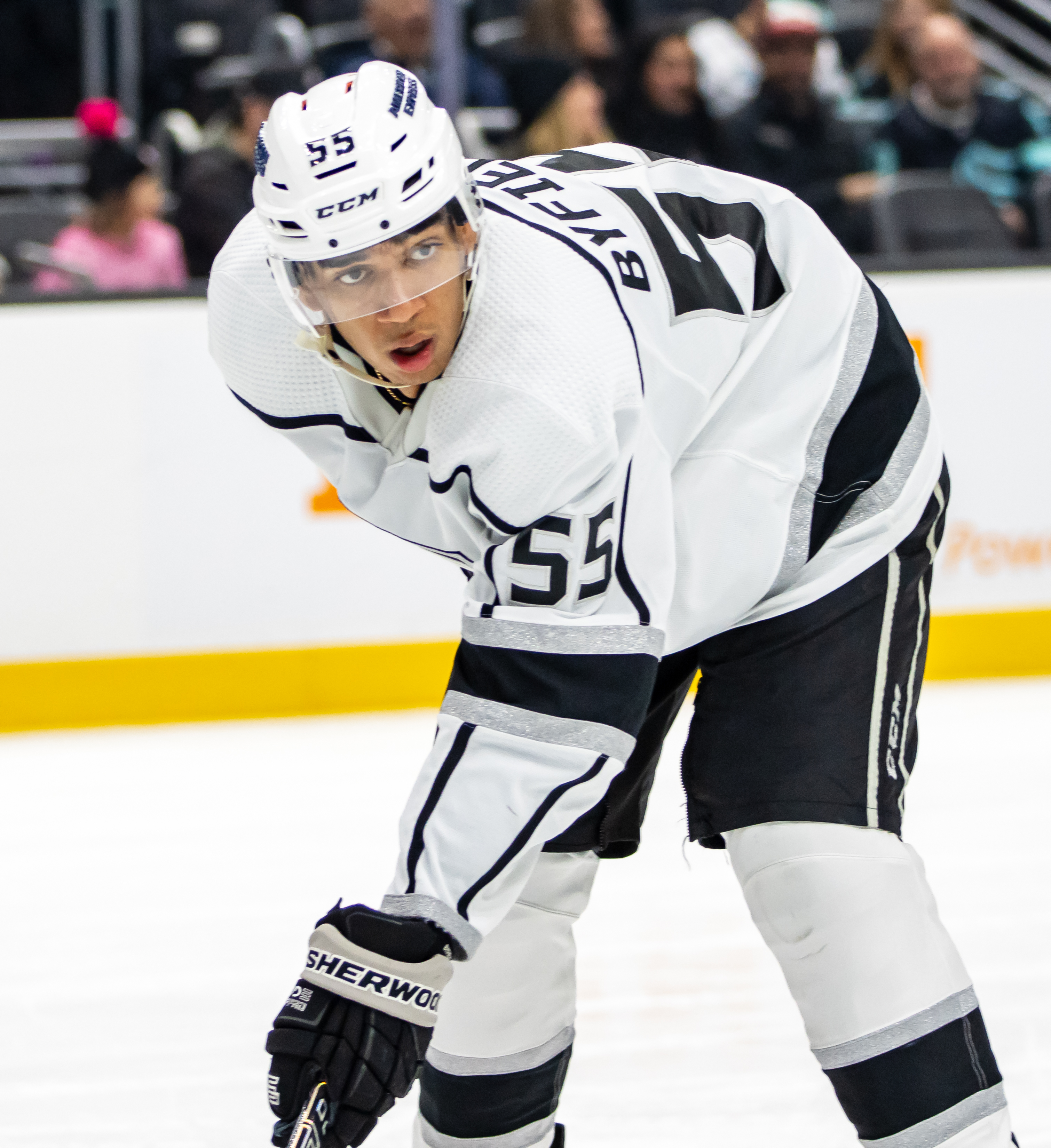
Quinton Byfield valdes av Los Angeles Kings som andre spelare totalt.

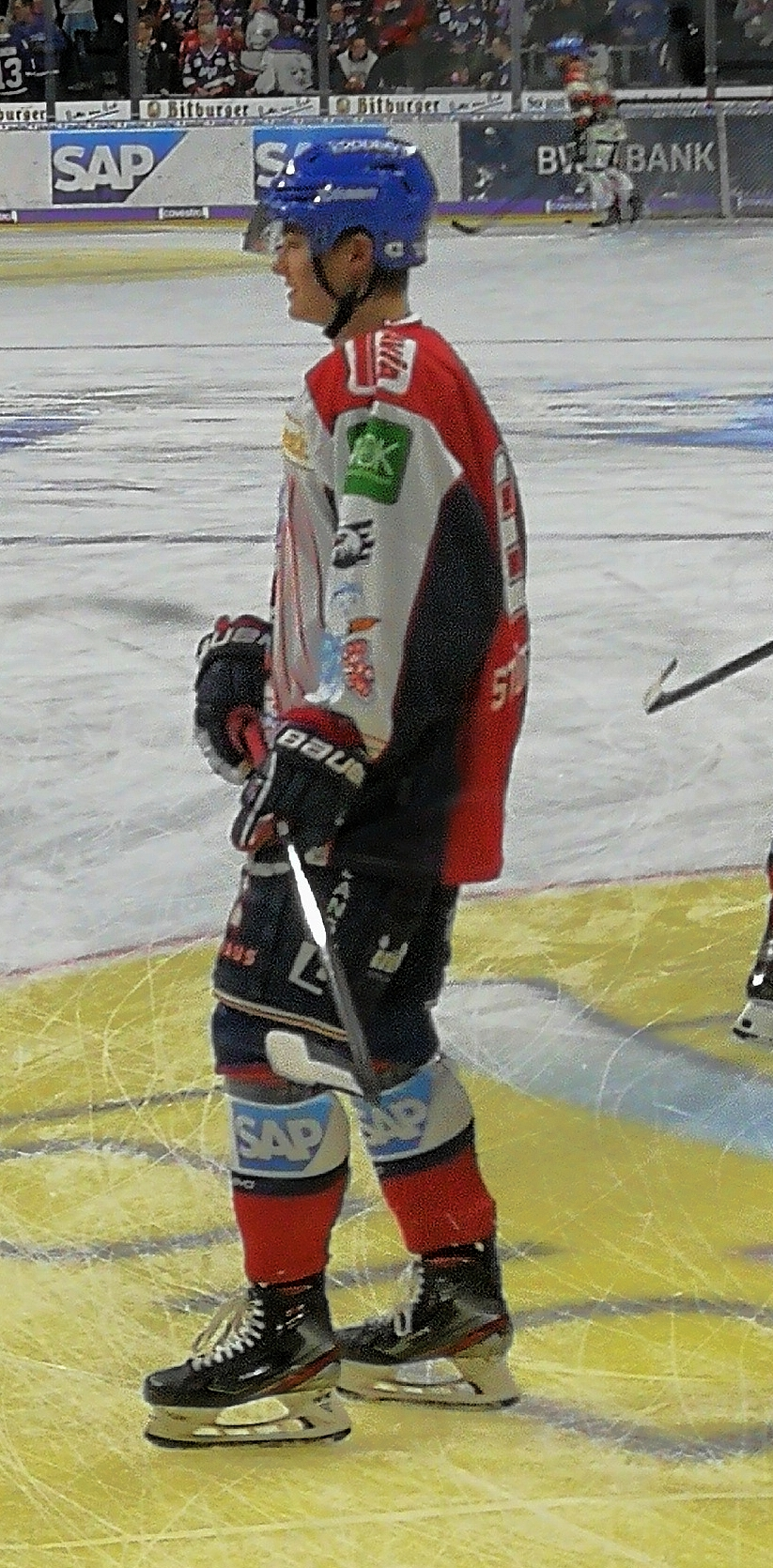
Tim Stützle valdes av Ottawa Senators som tredje spelare totalt.

NHL Entry Draft 2020 var den 58:e draften i nordamerikanska ishockeyligan National Hockey League och skulle hållas den 26–27 juni 2020 i Centre Bell i Montréal, Québec i Kanada. I och med den globala coronaviruspandemin 2019–2021 så blev draften inställd men NHL meddelade den 26 maj att den skulle verkställas. Lottningen skedde den 26 juni medan själva draftandet av spelare skedde senare under året.
Den som lottades först var ett av lagen som spelade kvalificeringsrundan till 2020 års Stanley Cup-slutspel, vilket gjorde att en andra fas i lottningen aktiverades. Den lottningen ägde rum efter att kvalificeringsrundan var avslutad och första rundan i Stanley Cup-slutspelet skulle inledas. Alla åtta förlorarna ur kvalificeringsrundan hade lika stor chans att vinna första draftvalet. Den som lottades till att välja först var New York Rangers. Draften verkställdes den 6–7 oktober och skedde digitalt från NHL:s inspelningsstudio i Secaucus, New Jersey i USA.
Den kanadensiske vänsterforwarden Alexis Lafrenière valdes som nummer ett av New York Rangers.

## Spelare som var berättigade till att bli draftade
- Spelare som var födda mellan 1 januari 2000 och 15 september 2002 var berättigade till att bli draftade i detta års NHL Entry Draft.[8]
- Spelare som var födda 1999 men som inte var tidigare draftade och har medborgarskap i ett land utanför Nordamerika, var också berättigade att bli draftade i årets NHL Entry Draft.[8]
- Spelare som var födda efter 30 juni 1999 och blev draftade i NHL Entry Draft 2018, men blev aldrig kontrakterade av sina draftade medlemsorganisationer kunde åter draftade i årets NHL Entry Draft.[8]

## Rankning inför draften

### Mittsäsongsrankingen
Den 13 januari 2020 presenterade NHL:s scoutorgan Central Scouting Bureau sin mittsäsongsrankning för de spelare som rankades högst att gå i draften.
Spelarna är placerade efter var de spelade under säsongen 2019–2020.
| #  | Nordamerikanska utespelare | Europeiska utespelare   |
| -- | -------------------------- | ----------------------- |
| 1  | Alexis Lafrenière (VF)     | Tim Stützle (VF)        |
| 2  | Quinton Byfield (C)        | Lucas Raymond (VF)      |
| 3  | Jamie Drysdale (B)         | Alexander Holtz (HF)    |
| 4  | Cole Perfetti (C)          | Anton Lundell (C)       |
| 5  | Marco Rossi (C)            | Rodion Amirov (VF)      |
| 6  | Dawson Mercer (C)          | Noel Gunler (HF)        |
| 7  | Kaiden Guhle (B)           | William Wallinder (B)   |
| 8  | Braden Schneider (B)       | John-Jason Peterka (HF) |
| 9  | Jack Quinn (HF)            | Jan Myšák (C)1          |
| 10 | Dylan Holloway (C)         | Topi Niemela (B)        |

| # | Nordamerikanska målvakter | Europeiska målvakter |
| - | ------------------------- | -------------------- |
| 1 | Nicolas Daws              | Jaroslav Askarov     |
| 2 | Drew Commesso             | Jan Bednar           |
| 3 | Samuel Hlavaj             | Joel Blomqvist       |

1 = Myšák spelade första halvan av säsongen i Europa och den andra halvan i Nordamerika. Han hann dock byta klubb innan Central Scouting Bureau publicerade listan och därför hamnade Myšák i den nordamerikanska listan hos NHL.com.

### Slutlig ranking
NHL:s scoutorgan Central Scouting Bureau presenterade sin slutliga rankning, för de spelare som förväntades gå högst i draften, den 8 april 2020.
Spelarna är placerade efter var de spelade under säsongen 2019–2020.
| #  |   | Nordamerikanska utespelare |   | Europeiska utespelare   |
| -- | - | -------------------------- | - | ----------------------- |
| 1  | ▬ | Alexis Lafrenière (VF)     | ▬ | Tim Stützle (VF)        |
| 2  | ▬ | Quinton Byfield (C)        | ▲ | Alexander Holtz (HF)    |
| 3  | ▬ | Jamie Drysdale (B)         | ▲ | Anton Lundell (C)       |
| 4  | ▲ | Jake Sanderson (B)         | ▼ | Lucas Raymond (VF)      |
| 5  | ▼ | Cole Perfetti (C)          | ▬ | Rodion Amirov (VF)      |
| 6  | ▼ | Marco Rossi (C)            | ▲ | Helge Grans (B)         |
| 7  | ▲ | Jack Quinn (HF)            | ▲ | John-Jason Peterka (HF) |
| 8  | ▼ | Kaiden Guhle (B)           | ▲ | Topi Niemela (B)        |
| 9  | ▼ | Braden Schneider (B)       | ▼ | Noel Gunler (HF)        |
| 10 | ▼ | Dawson Mercer (C)          | ▲ | Roni Hirvonen (C)       |

| # |   | Nordamerikanska målvakter |   | Europeiska målvakter |
| - | - | ------------------------- | - | -------------------- |
| 1 | ▬ | Nicolas Daws              | ▬ | Jaroslav Askarov     |
| 2 | ▬ | Drew Commesso             | ▬ | Jan Bednar           |
| 3 | ▬ | Samuel Hlavaj             | ▬ | Joel Blomqvist       |

## Draftlotteriet
Draftlotteriet som bekräftade draftordningen för första omgången i 2020 års NHL Entry Draft verkställdes fredagen den 26 juni nordamerikansk tid. Det blev förloraren i kvalificeringsrundan (E) som lottades först, det innebar att en andra fas aktiverades och en ytterligare lottning ägde rum mellan kvalificeringsrundan avslutades och Stanley Cup-slutspelet inleddes. Den andra lottningen bestämde vilken av förlorarna som fick första draftval, alla hade lika stor vinstchans att få den (12,5%). Den som lottades till att välja först var New York Rangers.

### Draftoddsen
Draftoddsen för 2020 års draftlotteri var följande:
| Laget som vann förstavalet i första rundan           |
| Laget som vann andravalet i första rundan            |
| Laget som vann tredjevalet i första rundan           |
| Lag som inte vann något av toppvalen i första rundan |

| Slutplaceringen | Medlemsorganisation                   | 1:a   | 2:a   | 3:e   | 4:e   | 5:e   | 6:e   | 7:e   | 8:e   | 9:e   | 10:e  | 11:e  | 12:e  | 13:e  | 14:e  | 15:e  |
| --------------- | ------------------------------------- | ----- | ----- | ----- | ----- | ----- | ----- | ----- | ----- | ----- | ----- | ----- | ----- | ----- | ----- | ----- |
| 31:a            | Detroit Red Wings                     | 18,5% | 16,5% | 14,4% | 50,6% |       |       |       |       |       |       |       |       |       |       |       |
| 30:e            | Ottawa Senators                       | 13,5% | 13,0% | 12,3% | 33,3% | 27,9% |       |       |       |       |       |       |       |       |       |       |
| 29:e            | San Jose Sharks                       | 11,5% | 11,3% | 11,1% | 13,2% | 37,7% | 15,2% |       |       |       |       |       |       |       |       |       |
| 28:e            | Los Angeles Kings                     | 9,5%  | 9,6%  | 9,7%  | 2,8%  | 26,1% | 34,0% | 8,3%  |       |       |       |       |       |       |       |       |
| 27:e            | Anaheim Ducks                         | 8,5%  | 8,7%  | 8,9%  |       | 8,4%  | 34,5% | 26,7% | 4,3%  |       |       |       |       |       |       |       |
| 26:e            | New Jersey Devils                     | 7,5%  | 7,8%  | 8,0%  |       |       | 16,3% | 38,9% | 19,4% | 2,1%  |       |       |       |       |       |       |
| 25:e            | Buffalo Sabres                        | 6,5%  | 6,8%  | 7,1%  |       |       |       | 26,0% | 39,5% | 13,1% | 1,0%  |       |       |       |       |       |
| 24:e            | Förloraren i kvalificeringsrundan (A) | 6,0%  | 6,3%  | 6,7%  |       |       |       |       | 36,8% | 36,0% | 7,8%  | 0,4%  |       |       |       |       |
| 23:a            | Förloraren i kvalificeringsrundan (B) | 5,0%  | 5,3%  | 5,7%  |       |       |       |       |       | 48,8% | 30,7% | 4,3%  | 0,1%  |       |       |       |
| 22:a            | Förloraren i kvalificeringsrundan (C) | 3,5%  | 3,8%  | 4,1%  |       |       |       |       |       |       | 60,5% | 25,7% | 2,4%  | <0,1% |       |       |
| 21:a            | Förloraren i kvalificeringsrundan (D) | 3,0%  | 3,3%  | 3,6%  |       |       |       |       |       |       |       | 69,6% | 19,4% | 1,1%  | <0,1% |       |
| 20:e            | Förloraren i kvalificeringsrundan (E) | 2,5%  | 2,7%  | 3,0%  |       |       |       |       |       |       |       |       | 78,0% | 13,3% | 0,4%  | <0,1% |
| 19:e            | Förloraren i kvalificeringsrundan (F) | 2,0%  | 2,2%  | 2,4%  |       |       |       |       |       |       |       |       |       | 85,5% | 7,8%  | 0,1%  |
| 18:e            | Förloraren i kvalificeringsrundan (G) | 1,5%  | 1,7%  | 1,8%  |       |       |       |       |       |       |       |       |       |       | 91,8% | 3,2%  |
| 17:e            | Förloraren i kvalificeringsrundan (H) | 1,0%  | 1,1%  | 1,2%  |       |       |       |       |       |       |       |       |       |       |       | 96,7% |

De som spelade kvalificeringsrundan av 2020 års Stanley Cup var följande (från sämst poängprocent från grundserien till bäst poängprocent från grundserien).
- Montreal Canadiens (sämst poängprocent från grundserien)
- Chicago Blackhawks
- Arizona Coyotes
- Minnesota Wild
- Winnipeg Jets
- Calgary Flames
- New York Rangers
- Vancouver Canucks
- Nashville Predators
- Florida Panthers
- Columbus Blue Jackets
- Toronto Maple Leafs
- Edmonton Oilers
- New York Islanders
- Carolina Hurricanes
- Pittsburgh Penguins (bäst poängprocent från grundserien)

## Draftvalen

### Första valet
Den som förväntas gå som första draftval är den kanadensiska vänsterforwarden Alexis Lafrenière, som spelar för Océanic de Rimouski i Ligue de hockey junior majeur du Québec (LHJMQ). Det blev som väntat att Lafrenière valdes som nummer ett av New York Rangers.

### Första rundan
Källa: 
| #  | Spelare                  | Nationalitet | Medlemsorganisation                                          | Universitets-/College-/Junior-/Klubblag |
| -- | ------------------------ | ------------ | ------------------------------------------------------------ | --------------------------------------- |
| 1  | Alexis Lafrenière (VF)   | Kanada       | New York Rangers                                             | Océanic de Rimouski (LHJMQ)             |
|    |                          |              |                                                              |                                         |
| 2  | Quinton Byfield (C)      | Kanada       | Los Angeles Kings                                            | Sudbury Wolves (OHL)                    |
| 3  | Tim Stützle (VF)         | Tyskland     | Ottawa Senators (från Sharks)                                | Adler Mannheim (DEL)                    |
| 4  | Lucas Raymond (VF)       | Sverige      | Detroit Red Wings                                            | Frölunda HC (SHL)                       |
| 5  | Jake Sanderson (B)       | USA          | Ottawa Senators                                              | Team USA (USHL)                         |
| 6  | Jamie Drysdale (B)       | Kanada       | Anaheim Ducks                                                | Erie Otters (OHL)                       |
| 7  | Alexander Holtz (HF)     | Sverige      | New Jersey Devils                                            | Djurgården Hockey (SHL)                 |
| 8  | Jack Quinn (HF)          | Kanada       | Buffalo Sabres                                               | Ottawa 67s (OHL)                        |
| 9  | Marco Rossi (C)          | Österrike    | Minnesota Wild                                               | Ottawa 67s (OHL)                        |
| 10 | Cole Perfetti (C)        | Kanada       | Winnipeg Jets                                                | Saginaw Spirit (OHL)                    |
| 11 | Jaroslav Askarov (MV)    | Ryssland     | Nashville Predators                                          | SKA Neva (VHL)                          |
| 12 | Anton Lundell (C)        | Finland      | Florida Panthers                                             | HIFK Hockey (Liiga)                     |
| 13 | Seth Jarvis (C)          | Kanada       | Carolina Hurricanes (från Maple Leafs)                       | Portland Winterhawks (WHL)              |
| 14 | Dylan Holloway (C)       | Kanada       | Edmonton Oilers                                              | Wisconsin Badgers (NCAA)                |
| 15 | Rodion Amirov (VF)       | Ryssland     | Toronto Maple Leafs (från Penguins)                          | Salavat Julajev Ufa (KHL)               |
| 16 | Kaiden Guhle (B)         | Kanada       | Montreal Canadiens                                           | Prince George Cougars (WHL)             |
| 17 | Lukas Reichel (VF)       | Tyskland     | Chicago Blackhawks                                           | Eisbären Berlin (DEL)                   |
| 18 | Dawson Mercer (C)        | Kanada       | New Jersey Devils (från Coyotes)                             | Saguenéens de Chicoutimi (LHJMQ)        |
| 19 | Braden Schneider (B)     | Kanada       | New York Rangers (från Flames)                               | Brandon Wheat Kings (WHL)               |
| 20 | Sjakir Muchamadullin (B) | Ryssland     | New Jersey Devils (från Canucks via Lightning)               | Salavat Julajev Ufa (KHL)               |
| 21 | Jegor Tjinachov (HF)     | Ryssland     | Columbus Blue Jackets                                        | Avangard Omsk (KHL)                     |
| 22 | Hendrix Lapierre         | Kanada       | Washington Capitals (från Hurricanes via Rangers och Flames) | Saguenéens de Chicoutimi (LHJMQ)        |
| 23 | Tyson Foerster (HF)      | Kanada       | Philadelphia Flyers                                          | Barrie Colts (OHL)                      |
| 24 | Connor Zary (C)          | Kanada       | Calgary Flames (från Capitals)                               | Kamloops Blazers (WHL)                  |
| 25 | Justin Barron (B)        | Kanada       | Colorado Avalanche                                           | Halifax Mooseheads (LHJMQ)              |
| 26 | Jake Neighbours (VF)     | Kanada       | St. Louis Blues                                              | Edmonton Oil Kings (WHL)                |
| 27 | Jacob Perreault (HF)     | Kanada       | Anaheim Ducks (från Bruins)                                  | Sarnia Sting (OHL)                      |
| 28 | Ridly Greig (C)          | Kanada       | Ottawa Senators (från Islanders)                             | Brandon Wheat Kings (WHL)               |
| 29 | Brendan Brisson (C)      | USA          | Vegas Golden Knights                                         | Chicago Steel (USHL)                    |
| 30 | Mavrik Bourque (C)       | Kanada       | Dallas Stars                                                 | Cataractes de Shawinigan (LHJMQ)        |
| 31 | Ozzy Wiesblatt (HF)      | Kanada       | San Jose Sharks (från Lightning)                             | Prince Albert Raiders (WHL)             |

### Andra rundan
Källa: 
| #  | Spelare | Nationalitet | Medlemsorganisation | Universitets-/College-/Junior-/Klubblag |
| -- | --- | --- | --- | --- |
| 32 | William Wallinder (B) | Sverige | Detroit Red Wings | Modo Hockey (Hockeyallsvenskan) |
| 33 | Roby Järventie (VF) | Finland | Ottawa Senators | Koovee (Mestis) |
| 34 | John-Jason Peterka (HF) | Tyskland | Buffalo Sabres (från Sharks) | EHC Red Bull München (DEL) |
| 35 | Helge Grans (B) | Sverige | Los Angeles Kings | Malmö Redhawks (SHL) |
| 36 | Sam Colangelo (HF) | USA | Anaheim Ducks | Chicago Steel (USHL) |
| 37 | Marat Chusnutdinov (C) | Ryssland | Minnesota Wild (från Devils via Predators) | SKA Sankt Petersburg (KHL) |
| 38 | Thomas Bordeleau (C) | USA | San Jose Sharks (från Sabres) | Team USA (USHL) |
| 39 | Ryan O'Rourke (B) | Kanada | Minnesota Wild | Sault Ste. Marie Greyhounds (OHL) |
| 40 | Daniel Torgersson (VF) | Sverige | Winnipeg Jets | Frölunda HC (SHL) |
| 41 | Noel Gunler (HF) | Sverige | Carolina Hurricanes (från Rangers) | Luleå HF (SHL) |
| 42 | Luke Evangelista (HF) | Kanada | Nashville Predators | London Knights (OHL) |
| 43 | Emil Heineman (VF) | Sverige | Florida Panthers | Leksands IF (SHL) |
| 44 | Tyler Kleven (B) | USA | Ottawa Senators (från Maple Leafs) | Team USA (USHL) |
| 45 | Brock Faber (B) | USA | Los Angeles Kings (från Oilers via Red Wings) | Team USA (USHL) |
| 46 | Drew Commesso (MV) | USA | Chicago Blackhawks (från Penguins via Golden Knights) | Team USA (USHL) |
| 47 | Luke Tuch (VF) | USA | Montreal Canadiens | Team USA (USHL) |
| 48 | Jan Myšák (C) | Tjeckien | Montreal Canadiens (från Blackhawks) | Hamilton Bulldogs (OHL) |
| 49 | Draftvalet tillhörande Arizona Coyotes var förverkad på grund av olovlig kontakt och olovlig testande av odraftade spelare, vilket kan endast ske under NHL-draftens officiella utvärderingstest NHL Draft Combine. | Draftvalet tillhörande Arizona Coyotes var förverkad på grund av olovlig kontakt och olovlig testande av odraftade spelare, vilket kan endast ske under NHL-draftens officiella utvärderingstest NHL Draft Combine. | Draftvalet tillhörande Arizona Coyotes var förverkad på grund av olovlig kontakt och olovlig testande av odraftade spelare, vilket kan endast ske under NHL-draftens officiella utvärderingstest NHL Draft Combine. | Draftvalet tillhörande Arizona Coyotes var förverkad på grund av olovlig kontakt och olovlig testande av odraftade spelare, vilket kan endast ske under NHL-draftens officiella utvärderingstest NHL Draft Combine. |
| 50 | Jan Kuznetsov (B) | Ryssland | Calgary Flames | Connecticut Huskies (NCAA) |
| 51 | Theodor Niederbach (C) | Sverige | Detroit Red Wings (från Canucks via Kings) | Frölunda HC (SHL) |
| 52 | Joel Blomqvist (MV) | Finland | Pittsburgh Penguins (från Blue Jackets via Senators) | Oulun Kärpät (Liiga) |
| 53 | Vasilij Ponomarjov (C) | Ryssland | Carolina Hurricanes | Cataractes de Shawinigan (LHJMQ) |
| 54 | Emil Andrae (B) | Sverige | Philadelphia Flyers | HV71 (SHL) |
| 55 | Cross Hanas (VF) | USA | Detroit Red Wings (från Capitals) | Portland Winterhawks (WHL) |
| 56 | Tristen Robins (HF) | Kanada | San Jose Sharks (från Avalanche via Capitals) | Saskatoon Blades (WHL) |
| 57 | Jack Finley (C) | USA | Tampa Bay Lightning (från Blues via Canadiens) | Spokane Chiefs (WHL) |
| 58 | Mason Lohrei (B) | USA | Boston Bruins | Green Bay Gamblers (USHL) |
| 59 | Roni Hirvonen (C) | Finland | Toronto Maple Leafs (från Islanders via Senators) | Ässät (Liiga) |
| 60 | William Cuylle (VF) | Kanada | New York Rangers (från Kings) | Windsor Spitfires (OHL) |
| 61 | Jegor Sokolov (VF) | Ryssland | Ottawa Senators (från Stars via Golden Knights) | Cape Breton Screaming Eagles (LHJMQ) |
| 62 | Gage Goncalves (C) | Kanada | Tampa Bay Lightning | Everett Silvertips (WHL) |

### Tredje rundan
Källa: 
| #  | Spelare                    | Nationalitet | Medlemsorganisation                                                | Universitets-/College-/Junior-/Klubblag |
| -- | -------------------------- | ------------ | ------------------------------------------------------------------ | --------------------------------------- |
| 63 | Donovan Sebrango (B)       | Kanada       | Detroit Red Wings                                                  | Kitchener Rangers (OHL)                 |
| 64 | Topi Niemelä (B)           | Finland      | Toronto Maple Leafs (från Senators)                                | Oulun Kärpät (Liiga)                    |
| 65 | Daemon Hunt (B)            | Kanada       | Minnesota Wild (från Sharks via Red Wings)                         | Moose Jaw Warriors (WHL)                |
| 66 | Kasper Simontaival (HF)    | Finland      | Los Angeles Kings                                                  | Tappara (Liiga)                         |
| 67 | Ian Moore (B)              | USA          | Anaheim Ducks                                                      | St. Mark's School                       |
| 68 | Lukas Cormier (B)          | Kanada       | Vegas Golden Knights (från Devils)                                 | Charlottetown Islanders (LHJMQ)         |
| 69 | Aleksandr Nikisjin (B)     | Ryssland     | Carolina Hurricanes (från Sabres)                                  | HK Spartak Moskva (KHL)                 |
| 70 | Eemil Viro (B)             | Finland      | Detroit Red Wings (från Predators via Wild)                        | TPS Åbo (Liiga)                         |
| 71 | Leevi Meriläinen (MV)      | Finland      | Ottawa Senators (från Jets)                                        | Oulun Kärpät (Liiga)                    |
| 72 | Jérémie Poirier (B)        | Kanada       | Calgary Flames (från Rangers)                                      | Saint John Sea Dogs (LHJMQ)             |
| 73 | Luke Prokop (B)            | Kanada       | Nashville Predators                                                | Calgary Hitmen (WHL)                    |
| 74 | Ty Smilanic (C)            | USA          | Florida Panthers                                                   | Team USA (USHL)                         |
| 75 | Jean-Luc Foudy (C)         | Kanada       | Colorado Avalanche (från Maple Leafs)                              | Windsor Spitfires (OHL)                 |
| 76 | Danil Gusjtjin (VF)        | Ryssland     | San Jose Sharks (från Oilers)                                      | Muskegon Lumberjacks (USHL)             |
| 77 | Calle Clang (MV)           | Sverige      | Pittsburgh Penguins                                                | Kristianstads IK (Hockeyallsvenskan)    |
| 78 | Samuel Knazko (B)          | Slovakien    | Columbus Blue Jackets (från Canadiens)                             | TPS Åbo (Liiga)                         |
| 79 | Landon Slaggert (VF)       | USA          | Chicago Blackhawks                                                 | Team USA (USHL)                         |
| 80 | Jake Boltmann (B)          | USA          | Calgary Flames (från Coyotes via Capitals)                         | Edina Hornets                           |
| 81 | Wyatt Kaiser (B)           | USA          | Chicago Blackhawks (från Flames)                                   | Andover Huskies                         |
| 82 | Joni Jurmo (B)             | Finland      | Vancouver Canucks                                                  | Jokerit (KHL)                           |
| 83 | Alex Laferriere (HF)       | USA          | Los Angeles Kings (från Blue Jackets via Senators och Maple Leafs) | Des Moines Buccaneers (USHL)            |
| 84 | Nico Daws (MV)             | Kanada       | New Jersey Devils (från Hurricanes)                                | Guelph Storm (OHL)                      |
| 85 | Maksim Grosjev (HF)        | Ryssland     | Tampa Bay Lightning (från Flyers via Sharks)                       | HK Neftechimik Nizjnekamsk (KHL)        |
| 86 | Dylan Peterson (C)         | USA          | St. Louis Blues (från Capitals via Canadiens)                      | Team USA (USHL)                         |
| 87 | Justin Sourdif (HF)        | Kanada       | Florida Panthers (från Avalanche)                                  | Vancouver Giants (WHL)                  |
| 88 | Leo Lööf (B)               | Sverige      | St. Louis Blues                                                    | Färjestads BK (SHL)                     |
| 89 | Trevor Kuntar (C)          | USA          | Boston Bruins                                                      | Youngstown Phantoms (USHL)              |
| 90 | Alexander Ljungkrantz (VF) | Sverige      | New York Islanders                                                 | Brynäs IF (SHL)                         |
| 91 | Jackson Hallum (C)         | USA          | Vegas Golden Knights                                               | St. Thomas                              |
| 92 | Oliver Tärnström (C)       | Sverige      | New York Rangers (från Stars)                                      | AIK Ishockey (Hockeyallsvenskan)        |
| 93 | Jack Thompson (B)          | Kanada       | Tampa Bay Lightning                                                | Sudbury Wolves (OHL)                    |

### Fjärde rundan
Källa: 
| #   | Spelare                | Nationalitet | Medlemsorganisation                                   | Universitets-/College-/Junior-/Klubblag |
| --- | ---------------------- | ------------ | ----------------------------------------------------- | --------------------------------------- |
| 94  | Zayde Wisdom (HF)      | Kanada       | Philadelphia Flyers (från Red Wings via Lightning)    | Kingston Frontenacs (OHL)               |
| 95  | Michael Benning (B)    | Kanada       | Florida Panthers (från Senators)                      | Sherwood Park Crusaders (AJHL)          |
| 96  | Daniil Tjetjelev (MV)  | Ryssland     | Calgary Flames (från Sharks via Canadiens och Sabres) | Rysskie Bitjazi Tjechov (MHL)           |
| 97  | Sam Stange (HF)        | USA          | Detroit Red Wings (från Kings)                        | Sioux Falls Stampede (USHL)             |
| 98  | Brandon Coe (HF)       | Kanada       | San Jose Sharks (från Ducks via Canadiens)            | North Bay Battalion (OHL)               |
| 99  | Jaromír Pytlík (C)     | Tjeckien     | New Jersey Devils                                     | Sault Ste. Marie Greyhounds (OHL)       |
| 100 | Carter Savoie (VF)     | Kanada       | Edmonton Oilers (från Sabres)                         | Sherwood Park Crusaders (AJHL)          |
| 101 | Adam Wilsby (B)        | Sverige      | Nashville Predators (från Wild)                       | Skellefteå AIK (SHL)                    |
| 102 | Jack Smith (C)         | USA          | Montreal Canadiens (från Jets)                        | Sioux Falls Stampede (USHL)             |
| 103 | Dylan Garand (MV)      | Kanada       | New York Rangers                                      | Kamloops Blazers (WHL)                  |
| 104 | Thimo Nicki (B)        | Österrike    | Anaheim Ducks (från Predators via Flyers)             | Voltigeurs de Drummondville (LHJMQ)     |
| 105 | Zachary Uens (B)       | Kanada       | Florida Panthers                                      | Merrimack Warriors (NCAA)               |
| 106 | Artur Akhtyamov (MV)   | Ryssland     | Toronto Maple Leafs                                   | Irbis Kazan (VHL)                       |
| 107 | Jan Bednar (MV)        | Tjeckien     | Detroit Red Wings (från Oilers)                       | HC Baník Sokolov (CL)                   |
| 108 | Lukas Svejkovsky (C)   | USA          | Pittsburgh Penguins                                   | Medicine Hat Tigers (WHL)               |
| 109 | Blake Biondi (C)       | USA          | Montreal Canadiens                                    | Hermantown Hawks                        |
| 110 | Michael Krutil (B)     | Tjeckien     | Chicago Blackhawks                                    | HC Sparta Prag (Extraliga)              |
| 111 | Mitchell Miller (B)    | USA          | Arizona Coyotes                                       | Tri-City Storm (USHL)                   |
| 112 | Juho Markkanen (MV)    | Kanada       | Los Angeles Kings (från Flames)                       | Imatran Ketterä (Mestis)                |
| 113 | Jackson Kunz (VF)      | USA          | Vancouver Canucks                                     | Shattuck-St. Mary's Sabres              |
| 114 | Mikael Pyyhtiä (VF)    | Finland      | Columbus Blue Jackets                                 | TPS Åbo (Liiga)                         |
| 115 | Zion Nybeck (VF)       | Sverige      | Carolina Hurricanes                                   | HV71 (SHL)                              |
| 116 | Eamon Powell (B)       | USA          | Tampa Bay Lightning (från Flyers)                     | Team USA (USHL)                         |
| 117 | Bogdan Trinejev (HF)   | Ryssland     | Washington Capitals                                   | HK Dynamo Moskva (KHL)                  |
| 118 | Colby Ambrosio (C)     | Kanada       | Colorado Avalanche                                    | Tri-City Storm (USHL)                   |
| 119 | Tanner Dickinson (C)   | USA          | St. Louis Blues                                       | Sault Ste. Marie Greyhounds (OHL)       |
| 120 | Ethan Edwards (B)      | Kanada       | New Jersey Devils (från Bruins)                       | Spruce Grove Saints (AJHL)              |
| 121 | Alex Jefferies (VF)    | USA          | New York Islanders                                    | Frederick Gunn Highlanders              |
| 122 | William Villeneuve (B) | Kanada       | Toronto Maple Leafs (från Golden Knights)             | Saint John Sea Dogs (LHJMQ)             |
| 123 | Antonio Stranges (VF)  | USA          | Dallas Stars                                          | London Knights (OHL)                    |
| 124 | Sean Farrell (C)       | USA          | Montreal Canadiens (från Lightning)                   | Chicago Steel (USHL)                    |

### Femte rundan
Källa: 
| #   | Spelare                  | Nationalitet | Medlemsorganisation                                    | Universitets-/College-/Junior-/Klubblag |
| --- | ------------------------ | ------------ | ------------------------------------------------------ | --------------------------------------- |
| 125 | Jesper Vikman (MV)       | Sverige      | Vegas Golden Knights (från Red Wings)                  | AIK Ishockey (Hockeyallsvenskan)        |
| 126 | Tyler Tullio (HF)        | USA          | Edmonton Oilers (från Senators via Sharks)             | Oshawa Generals (OHL)                   |
| 127 | Evan Vierling (C)        | Kanada       | New York Rangers (från Sharks)                         | Barrie Colts (OHL)                      |
| 128 | Martin Chromiak (HF)     | Slovakien    | Los Angeles Kings                                      | Kingston Frontenacs (OHL)               |
| 129 | Artjom Galimov (VF)      | Ryssland     | Anaheim Ducks                                          | Ak Bars Kazan (KHL)                     |
| 130 | Artem Shlaine (C)        | Ryssland     | New Jersey Devils                                      | Shattuck-St. Mary's Sabres              |
| 131 | Matteo Costantini (C)    | Kanada       | Buffalo Sabres                                         | Buffalo Jr. Sabres (OJHL)               |
| 132 | Alex Cotton (B)          | Kanada       | Detroit Red Wings (från Wild)                          | Lethbridge Hurricanes (WHL)             |
| 133 | Anton Johannesson (B)    | Sverige      | Winnipeg Jets                                          | HV71 (SHL)                              |
| 134 | Brett Berard (VF)        | USA          | New York Rangers                                       | Team USA (USHL)                         |
| 135 | Elliot Desnoyers (VF)    | Kanada       | Philadelphia Flyers (från Predators)                   | Halifax Mooseheads (LHJMQ)              |
| 136 | Jakub Dobeš (MV)         | Tjeckien     | Montreal Canadiens (från Panthers)                     | Omaha Lancers (USHL)                    |
| 137 | Dimitrij Ovtjinnikov (C) | Ryssland     | Toronto Maple Leafs (från Maple Leafs via Panthers)    | HK Sibir Novosibirsk (KHL)              |
| 138 | Maksim Berezkin (VF)     | Ryssland     | Edmonton Oilers                                        | Lokomotiv Jaroslavl (KHL)               |
| 139 | Ryder Rolston (HF)       | USA          | Colorado Avalanche (från Penguins)                     | Waterloo Black Hawks (USHL)             |
| 140 | Ben Meehan (B)           | USA          | Los Angeles Kings (från Canadiens via Hurricanes)      | UMass Lowell River Hawks (NCAA)         |
| 141 | Isaak Phillips (B)       | Kanada       | Chicago Blackhawks                                     | Sudbury Wolves (OHL)                    |
| 142 | Carson Bantle (VF)       | USA          | Arizona Coyotes                                        | Michigan Tech Huskies (NCAA)            |
| 143 | Ryan Francis (HF)        | Kanada       | Calgary Flames                                         | Cape Breton Screaming Eagles (LHJMQ)    |
| 144 | Jacob Truscott (B)       | USA          | Vancouver Canucks                                      | Team USA (USHL)                         |
| 145 | Ole Bjørgvik Holm (B)    | Norge        | Columbus Blue Jackets                                  | Mississauga Steelheads (OHL)            |
| 146 | Pavel Novák (HF)         | Tjeckien     | Minnesota Wild (från Hurricanes via Blues)             | Kelowna Rockets (WHL)                   |
| 147 | Jaydon Dureau (VF)       | Kanada       | Tampa Bay Lightning (från Flyers)                      | Portland Winterhawks (WHL)              |
| 148 | Bear Hughes (C)          | USA          | Washington Capitals                                    | Spokane Chiefs (WHL)                    |
| 149 | Raivis Ansons (HF)       | Lettland     | Pittsburgh Penguins (från Avalanche)                   | Drakkar de Baie-Comeau (LHJMQ)          |
| 150 | Matthew Kessel (B)       | USA          | St. Louis Blues                                        | UMass Minutemen (NCAA)                  |
| 151 | Mason Langenbrunner (B)  | USA          | Boston Bruins                                          | Sioux City Musketeers (USHL)            |
| 152 | William Dufour (HF)      | Kanada       | New York Islanders                                     | Voltigeurs de Drummondville (LHJMQ)     |
| 153 | Kasper Puutio (B)        | Finland      | Florida Panthers (från Golden Knights via Maple Leafs) | Everett Silvertips (WHL)                |
| 154 | Daniel Ljungman (C)      | Sverige      | Dallas Stars                                           | Linköping HC (SHL)                      |
| 155 | Eric Engstrand (VF)      | Sverige      | Ottawa Senators (från Lightning)                       | Malmö Redhawks (SHL)                    |

### Sjätte rundan
Källa: 
| #   | Spelare                  | Nationalitet | Medlemsorganisation                                    | Universitets-/College-/Junior-/Klubblag |
| --- | ------------------------ | ------------ | ------------------------------------------------------ | --------------------------------------- |
| 156 | Kyle Aucoin (B)          | Kanada       | Detroit Red Wings                                      | Tri-City Storm (USHL)                   |
| 157 | Nick Capone (HF)         | USA          | Tampa Bay Lightning (från Senators)                    | Connecticut Huskies (NCAA)              |
| 158 | Philippe Daoust (C)      | Kanada       | Ottawa Senators (från Sharks)                          | Moncton Wildcats (LHJMQ)                |
| 159 | Lucas Mercuri (C)        | Kanada       | Carolina Hurricanes (från Kings)                       | Des Moines Buccaneers (USHL)            |
| 160 | Albin Sundsvik (C)       | Sverige      | Anaheim Ducks                                          | Skellefteå AIK (SHL)                    |
| 161 | Benjamin Baumgartner (C) | Österrike    | New Jersey Devils                                      | HC Davos (NLA)                          |
| 162 | Yevgeni Oksentyuk (VF)   | Belarus      | Dallas Stars (från Sabres via Hurricanes och Panthers) | Flint Firebirds (OHL)                   |
| 163 | Will Cranley (MV)        | Kanada       | St. Louis Blues (från Wild)                            | Ottawa 67's (OHL)                       |
| 164 | Tyrel Bauer (B)          | Kanada       | Winnipeg Jets                                          | Seattle Thunderbirds (WHL)              |
| 165 | Matt Rempe (C)           | Kanada       | New York Rangers                                       | Seattle Thunderbirds (WHL)              |
| 166 | Luke Reid (B)            | Kanada       | Nashville Predators                                    | Chicago Steel (USHL)                    |
| 167 | Nils Åman (C)            | Sverige      | Colorado Avalanche (från Panthers)                     | Leksands IF (SHL)                       |
| 168 | Veeti Miettinen (HF)     | Finland      | Toronto Maple Leafs                                    | Esbo Blues (Mestis)                     |
| 169 | Filip Engarås (C)        | Sverige      | Edmonton Oilers                                        | New Hampshire Wildcats (NCAA)           |
| 170 | Chase Yoder (C)          | USA          | Pittsburgh Penguins                                    | Team USA (USHL)                         |
| 171 | Aleksandr Gordin (HF)    | Ryssland     | Montreal Canadiens                                     | SKA Neva (VHL)                          |
| 172 | Chad Yetman (C)          | Kanada       | Chicago Blackhawks                                     | Erie Otters (OHL)                       |
| 173 | Filip Barklund (C)       | Sverige      | Arizona Coyotes                                        | Örebro HK (SHL)                         |
| 174 | Rory Kerins (C)          | Kanada       | Calgary Flames                                         | Sault Ste. Marie Greyhounds (OHL)       |
| 175 | Dmitrij Zlodeyev (C)     | Ryssland     | Vancouver Canucks                                      | HK Dynamo Moskva (KHL)                  |
| 176 | Samuel Johannesson (B)   | Sverige      | Columbus Blue Jackets                                  | Rögle BK (SHL)                          |
| 177 | Axel Rindell (B)         | Finland      | Toronto Maple Leafs (från Hurricanes)                  | Jukurit                                 |
| 178 | Connor McClennon (HF)    | Kanada       | Philadelphia Flyers                                    | Winnipeg Ice (WHL)                      |
| 179 | Garin Bjorklund (MV)     | Kanada       | Washington Capitals                                    | Medicine Hat Tigers (WHL)               |
| 180 | Joe Miller (C)           | USA          | Toronto Maple Leafs (från Avalanche)                   | Chicago Steel (USHL)                    |
| 181 | Cole Reinhardt (VF)      | Kanada       | Ottawa Senators (från Blues via Oilers)                | Brandon Wheat Kings (WHL)               |
| 182 | Riley Duran (C)          | USA          | Boston Bruins                                          | Lawrence Academy                        |
| 183 | Matias Rajaniemi (B)     | Finland      | New York Islanders                                     | Pelicans (Liiga)                        |
| 184 | Noah Ellis (B)           | USA          | Vegas Golden Knights                                   | Des Moines Buccaneers (USHL)            |
| 185 | Remi Poirier (MV)        | Kanada       | Dallas Stars                                           | Olympiques de Gatineau (LHJMQ)          |
| 186 | Amir Miftakhov (MV)      | Ryssland     | Tampa Bay Lightning                                    | Ak Bars Kazan (KHL)                     |

### Sjunde rundan
Källa: 
| #   | Spelare                   | Nationalitet | Medlemsorganisation                                         | Universitets-/College-/Junior-/Klubblag |
| --- | ------------------------- | ------------ | ----------------------------------------------------------- | --------------------------------------- |
| 187 | Kienan Draper (HF)        | USA          | Detroit Red Wings                                           | Chilliwack Chiefs (BCHL)                |
| 188 | Louis Crevier (B)         | Kanada       | Chicago Blackhawks (från Senators via Canadiens)            | Saguenéens de Chicoutimi (LHJMQ)        |
| 189 | John Fusco (B)            | USA          | Toronto Maple Leafs (från Sharks)                           | Harvard Crimson (NCAA                   |
| 190 | Aatu Jamsen (HF)          | Finland      | Los Angeles Kings                                           | Pelicans (Liiga)                        |
| 191 | Viktor Persson (B)        | Sverige      | Vancouver Canucks (från Ducks)                              | Kamloops Blazers (WHL)                  |
| 192 | Elliot Ekefjärd (HF)      | Sverige      | Arizona Coyotes (från Devils)                               | Malmö Redhawks (SHL)                    |
| 193 | Albert Lyckåsen (B)       | Sverige      | Buffalo Sabres                                              | HC Vita Hästen (Hockeyallsvenskan)      |
| 194 | Noah Beck (B)             | Kanada       | St. Louis Blues (från Wild)                                 | Fargo Force (USHL)                      |
| 195 | Wyatt Schingoethe (C)     | USA          | Toronto Maple Leafs (från Jets via Wild)                    | Waterloo Black Hawks (USHL)             |
| 196 | Alex Young (C)            | Kanada       | San Jose Sharks (från Rangers)                              | Colgate Raiders (NCAA)                  |
| 197 | Hugo Ollas (MV)           | Sverige      | New York Rangers (från Predators)                           | Linköping HC (SHL)                      |
| 198 | Elliot Ekmark (C)         | Sverige      | Florida Panthers                                            | Linköping HC (SHL)                      |
| 199 | Aleksandr Pasjin (HF)     | Ryssland     | Carolina Hurricanes (från Maple Leafs)                      | Salavat Julajev Ufa (KHL)               |
| 200 | Jeremias Lindewall (HF)   | Sverige      | Edmonton Oilers                                             | Modo Hockey (Hockeyallsvenskan)         |
| 201 | Adam Raška (HF)           | Tjeckien     | San Jose Sharks (från Penguins)                             | Océanic de Rimouski (LHJMQ)             |
| 202 | Gunnarwolfe Fontaine (VF) | USA          | Philadelphia Flyers (från Canadiens)                        | Northeastern Huskies (NCAA)             |
| 203 | Chase Bradley (VF)        | USA          | Detroit Red Wings (från Blackhawks via Canadiens och Blues) | Sioux City Musketeers (USHL)            |
| 204 | Ben McCartney (VF)        | Kanada       | Arizona Coyotes                                             | Brandon Wheat Kings (WHL)               |
| 205 | Illja Salaŭjoŭ (B)        | Belarus      | Calgary Flames                                              | HK Dinamo Minsk (KHL)                   |
| 206 | Linus Öberg (C)           | Sverige      | San Jose Sharks (från Canucks via Rangers)                  | Örebro HK                               |
| 207 | Ethan Bowen (C)           | Kanada       | Anaheim Ducks (från Blue Jackets)                           | Chilliwack Chiefs (BCHL)                |
| 208 | Ronan Seeley (B)          | Kanada       | Carolina Hurricanes                                         | Everett Silvertips (WHL)                |
| 209 | Chase McLane (C)          | USA          | Nashville Predators (från Flyers)                           | Penn State Nittany Lions (NCAA)         |
| 210 | Timofey Spitserov (HF)    | Ryssland     | San Jose Sharks (från Capitals)                             | Muskegon Lumberjacks (USHL)             |
| 211 | Oskar Magnusson (VF)      | Sverige      | Washington Capitals (från Avalanche)                        | Malmö Redhawks (SHJ                     |
| 212 | Devon Levi (MV)           | Kanada       | Florida Panthers (från Blues via Maple Leafs)               | Carleton Place Canadians (CCHL)         |
| 213 | Ryan Tverberg (C)         | Kanada       | Toronto Maple Leafs (från Bruins)                           | Toronto Jr. Canadiens (OJHL)            |
| 214 | Henri Tikkanen (MV)       | Finland      | New York Islanders                                          | Iisalmen Peli-Karhut (Mestis)           |
| 215 | Maxim Marushev (C)        | Ryssland     | Vegas Golden Knights                                        | Bars Kazan                              |
| 216 | Jakub Konečný (C)         | Tjeckien     | Buffalo Sabres (från Stars)                                 | HC Sparta Prag (Extraliga)              |
| 217 | Declan McDonnell (HF)     | USA          | Tampa Bay Lightning                                         | Kitchener Rangers (OHL)                 |

## Draftade spelare per nationalitet
| #  | Nationalitet | Antal draftval | %     |
|    | Nordamerika  | 123            | 57%   |
| -- | ------------ | -------------- | ----- |
| 1  | Kanada       | 73             | 33,6% |
| 2  | USA          | 50             | 23,1% |
|    | Europa       | 93             | 43%   |
| 3  | Sverige      | 32             | 14,5% |
| 4  | Ryssland     | 24             | 11,1% |
| 5  | Finland      | 17             | 8%    |
| 6  | Tjeckien     | 8              | 3,5%  |
| 7  | Tyskland     | 3              | 1,5%  |
| 8  | Österrike    | 3              | 1,5%  |
| 9  | Belarus      | 2              | 1%    |
| 10 | Slovakien    | 2              | 1%    |
| 11 | Lettland     | 1              | 0,5%  |
| 12 | Norge        | 1              | 0,5%  |